# 1 pr. n. št.
1 pr. n. št. je bilo navadno leto, ki se je po julijanskem koledarju začelo na petek ali soboto (različni viri navajajo različne podatke), prestopno leto, ki se je začelo na četrtek, po proleptičnem julijanskem koledarju in prestopno leto, ki se je začelo na soboto, po proleptičnem gregorijanskem koledarju.
V rimskem svetu je bilo znano kot leto konzulstva Lentula in Pisa, pa tudi kot leto 753 ab urbe condita.
Oznaka 1 pr. Kr. oz. 1 AC (Ante Christum, »pred Kristusom«), zdaj posodobljeno v 1 pr. n. št., se uporablja od srednjega veka, ko se je uveljavilo številčenje po sistemu Anno Domini. Sledilo mu je leto 1, saj julijanski in gregorijanski koledar nista vključevala leta 0.

## Dogodki
- kitajski cesar Han Pingdi iz dinastije zahodni Han zasede prestol.

## Rojstva
- 25. december - Jezus Kristus († okoli 33), tradicionalni datum, ki ga je za svoj koledar nakazal skitski menih Dionizij Mali (sodobne ocene namesto tega navajajo letnico med 7 in 4 pr. n. št.)

## Smrti
- Dong Šjan, kitajski politik in uradnik (* ok. 23 pr. n. št.)
- Han Aidi, kitajski cesar (* ok. 27 pr. n. št.)